# Thraulus semicastaneus
Thraulus semicastaneus is een haft uit de familie Leptophlebiidae. De wetenschappelijke naam van de soort is voor het eerst geldig gepubliceerd in 1951 door Gillies.
De soort komt voor in het Oriëntaals gebied.